# Maloja (Bregaglia)
Maloja (toponimo italiano e tedesco; in romancio e in lombardo Malögia , in italiano anche Maloggia (desueto) è una frazione di 310 abitanti del comune svizzero di Bregaglia, nella regione Maloja (Canton Grigioni).

## Geografia fisica

### Territorio

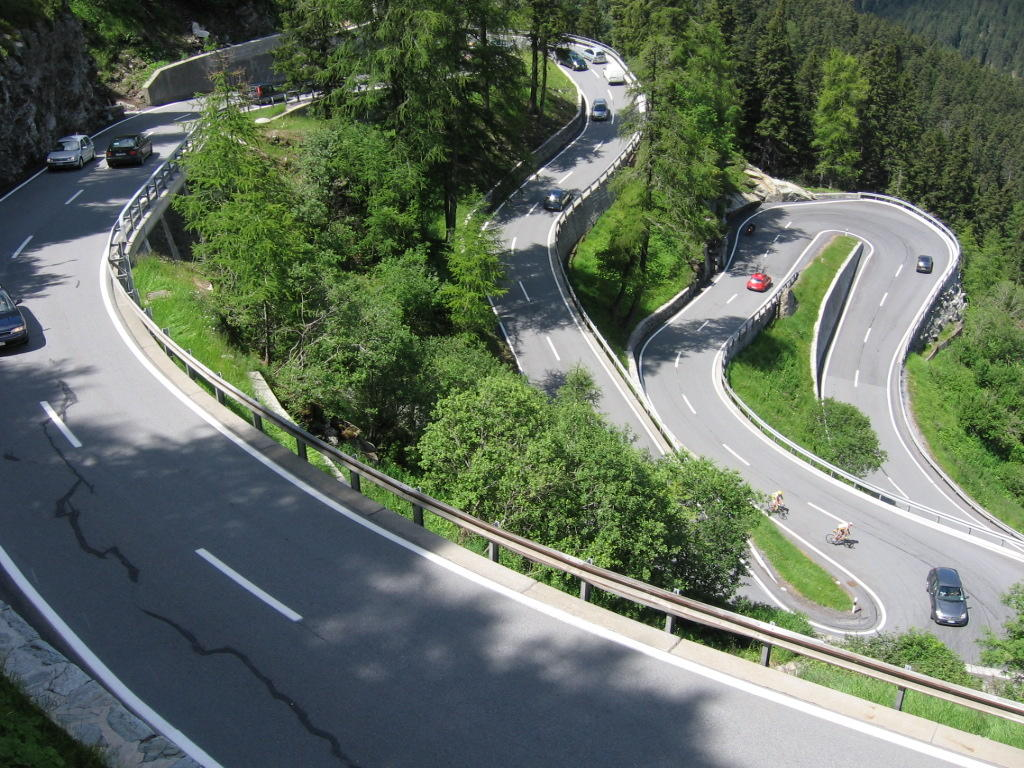
La strada del passo del Maloja

Maloja sorge a 1 815 m s.l.m. sul passo del Maloja che divide la Val Bregaglia dall'Engadina, quindi il bacino del Po da quello dell'Inn; nei suoi pressi il Piz Lunghin costituisce l'incrocio dei tre sistemi idrografici più importanti d'Europa: il fiume Inn è immissario del Danubio che sbocca nel Mar Nero, il fiume Giulia è immissario del Reno che sfocia nel Mare del Nord e il fiume Maira è immissario del Po che sbocca nel Mediterraneo.
A valle del centro abitato c'è una falda alimentata dal lago di Sils. A Maloja nasce il fiume Inn in forma di cascata dal pendio orientale del Piz Lunghin vicino alla località Pila. Il torrente Orlegna, di origine glaciale, pur scorrendo vicinissimo all'Inn non è suo immissario: il suo corso si sviluppa nel versante sud-orientale in direzione dell'Italia, nella direzione opposta a quella dell'Inn. Nel punto in cui l'Orlegna lascia l'Engadina in direzione della Val Bregaglia è stata costruita nel 1971 la diga di Orden per ovviare all'acqua alta e ai detriti trasportati dal fiume nelle stagioni di piena. Nel 1987 grazie a questa costruzione i paesi della Val Bregaglia hanno potuto evitare le conseguenze nefaste delle inondazioni. L'acqua del fiume Orlegna viene utilizzata anche per la produzione di neve artificiale, in tardo autunno viene infatti convogliata appositamente verso gli impianti di innevamento artificiale.
Il territorio intorno Maloja è ricco di particolarità geologiche. Nella valle del Forno, all'altezza del lago di Cavloccio, si trovano rocce dalle forti tonalità verdi la cui formazione risale a milioni di anni fa e ha avuto luogo nell'oceano tra la placche continentali europea e africana. Nel corso della deriva (dislocazione) geologica le rocce hanno subito una trasformazione e nella valle del Forno si è avuta una qualità di ardesia tutta particolare dal nome andalusite, che appartiene a quella categoria di rocce che si formano attraverso la cosiddetta termometamorfosi (il processo di formazione si attua a temperature elevatissime). Fanno parte del territorio di Maloja gli alpeggi estivi di Capolago, Isola, Pila e Orden.

### Clima

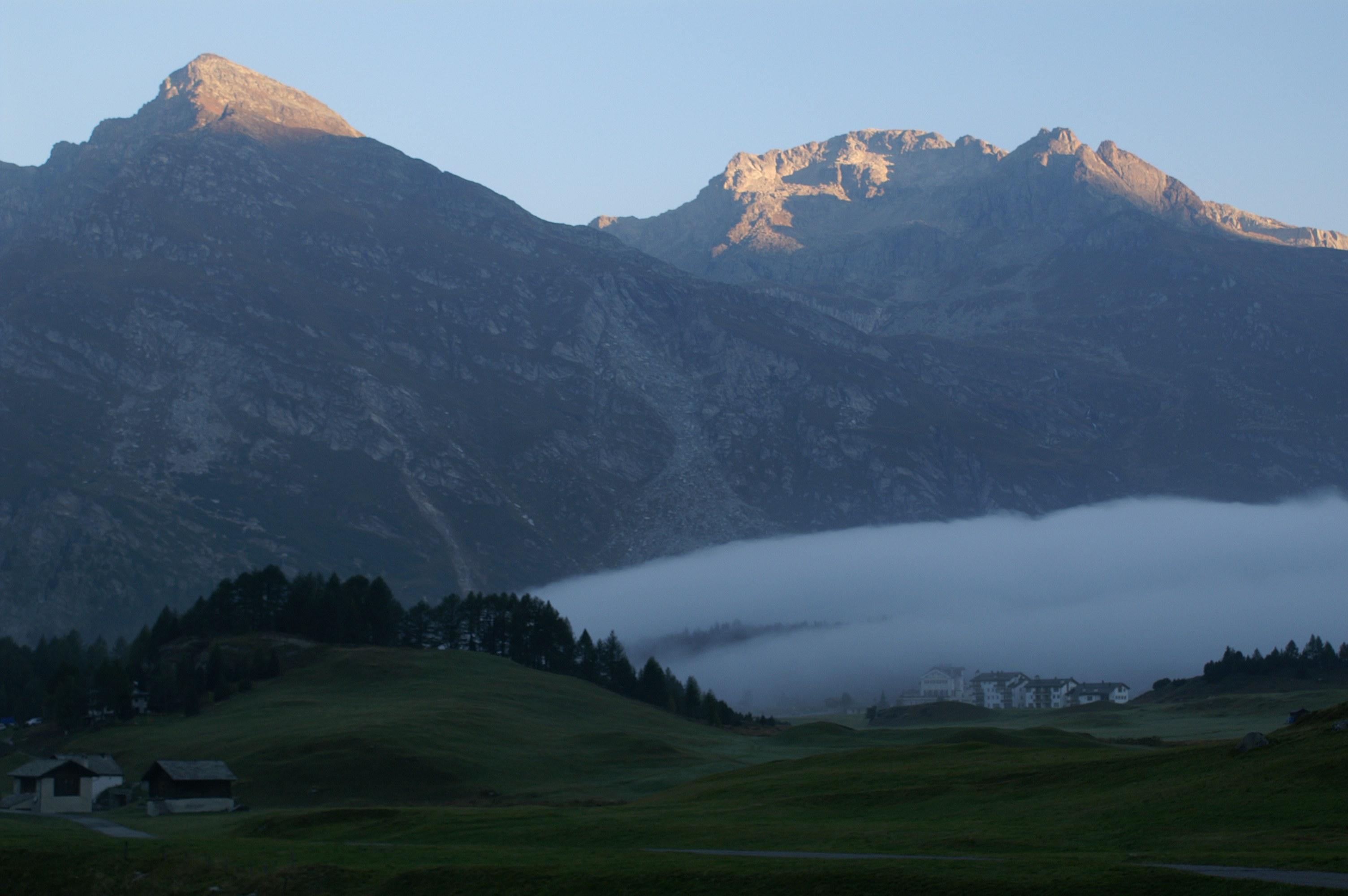
Il serpente di nebbia

Soprattutto nei mesi autunnali, Maloja è teatro di un fenomeno atmosferico chiamato "serpente di nebbia"o "serpente di Maloja", causato dall'inversione termica e reso spettacolare dai raggi del sole che ne illuminano la parte superiore. A seconda del vento e del tempo il fenomeno può scomparire improvvisamente. Sul serpente di Maloja è stato girato un documentario dal regista Arnold Fanck nel 1924, Das Wolkenphänomen von Maloja.

## Storia
In passato era un luogo di alpeggio colonizzato dagli abitanti di Stampa, mentre oggi è diventato una località turistica. Maloja è stato frazione di Stampa fino al 1º gennaio 2010, quando questo è stato accorpato agli altri comuni soppressi di Bondo, Castasegna, Soglio e Vicosoprano per formare il nuovo comune di Bregaglia.

## Monumenti e luoghi d'interesse

### Architetture religiose

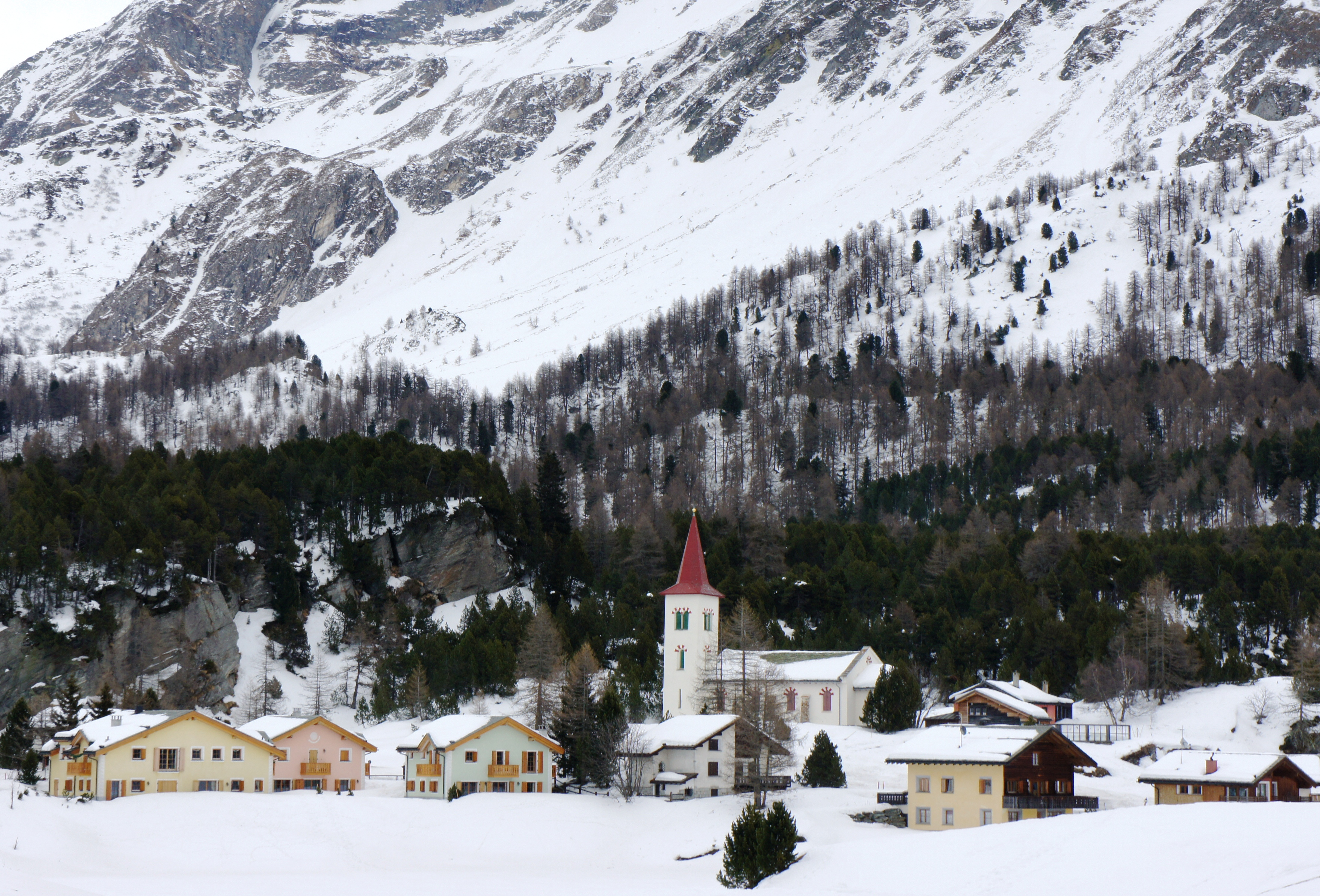
La chiesa di San Gaudenzio

- Chiesa cattolica di San Gaudenzio[senza fonte], edificata nel 1882-1884[1];
- Chiesa riformata di Maloja, edificata nel 1888-1889[7].

### Architetture civili

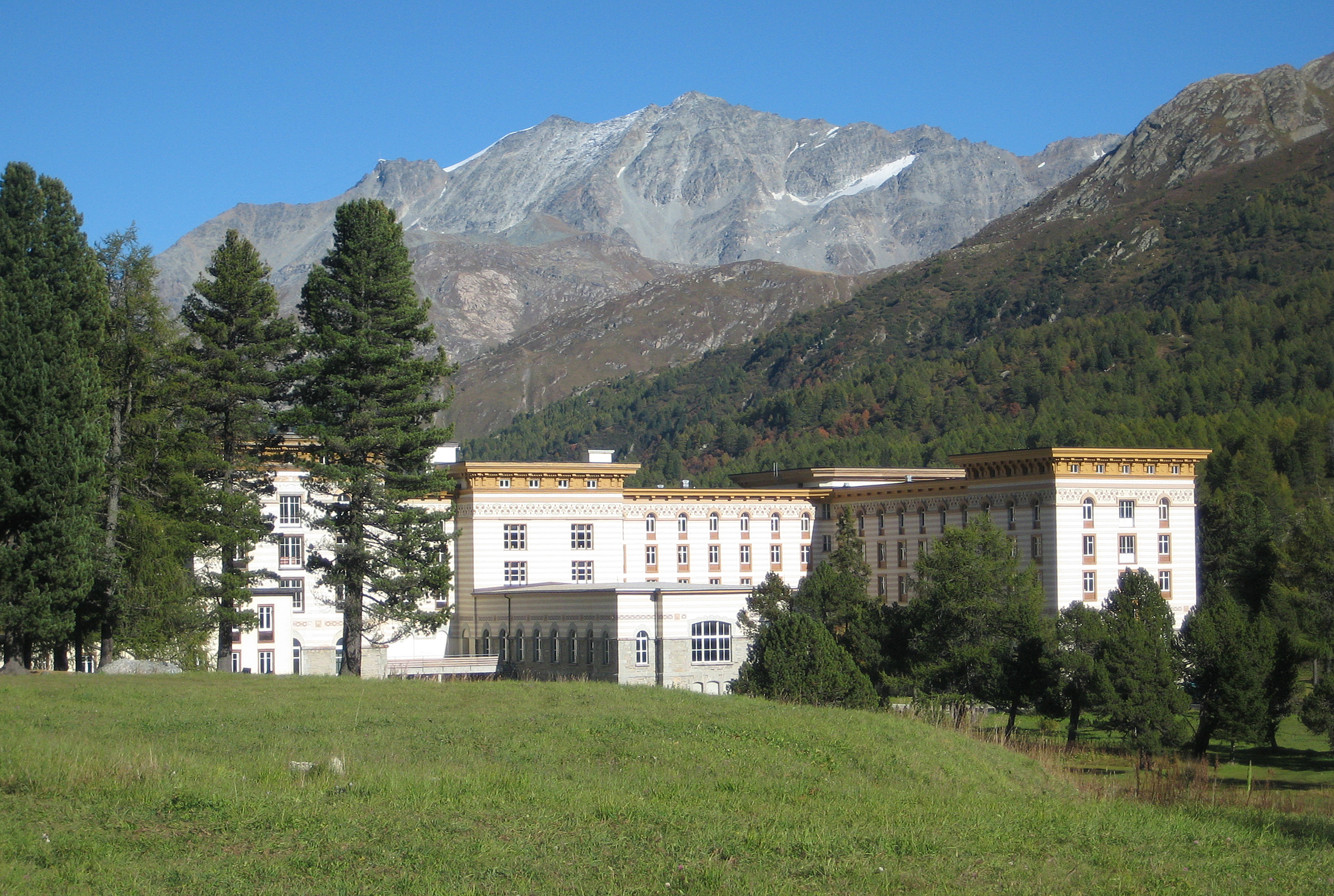
L'albergo Maloja Palace

- Albergo Maloja Palace (già Hotel Kursaal[senza fonte]) eretto negli anni 1882-1884, considerato all'epoca il più lussuoso albergo d'Europa[1]
- Abergo-chalet eretto negli anni 1882-1884[1];
- Casa Segantini (già villa Kuoni), edificata nel 1882, con il "Sentiero Segantini" che dipanandosi da Maloja conduce nella valle di Orden ed è costituito da diverse stazioni illustrate con le opere dell'artista italiano[senza fonte];
- Castello Belvedere eretto negli anni 1882-1884[1], che ospita l'esposizione geologica permanente "Storia del paesaggio di Maloja"[senza fonte];
- Installazione Culur, del 1997, dell'artista Gottfried Honegger[senza fonte];
- Casa Perico-Baldini (già Gadina) in località Isola, costruita nel 1672[senza fonte].

## Società

### Lingue e dialetti
Maloja si trova sul confine tra la zona di lingua italiana e di lingua lombarda e quella di lingua romancia e tedesca. Secondo il censimento del 2000 circa il 52% della popolazione era italofona.

## Cultura

### Istruzione
Dal 2005 la scuola elementare del paese è bilingue italiano-tedesco.

## Economia

### Turismo

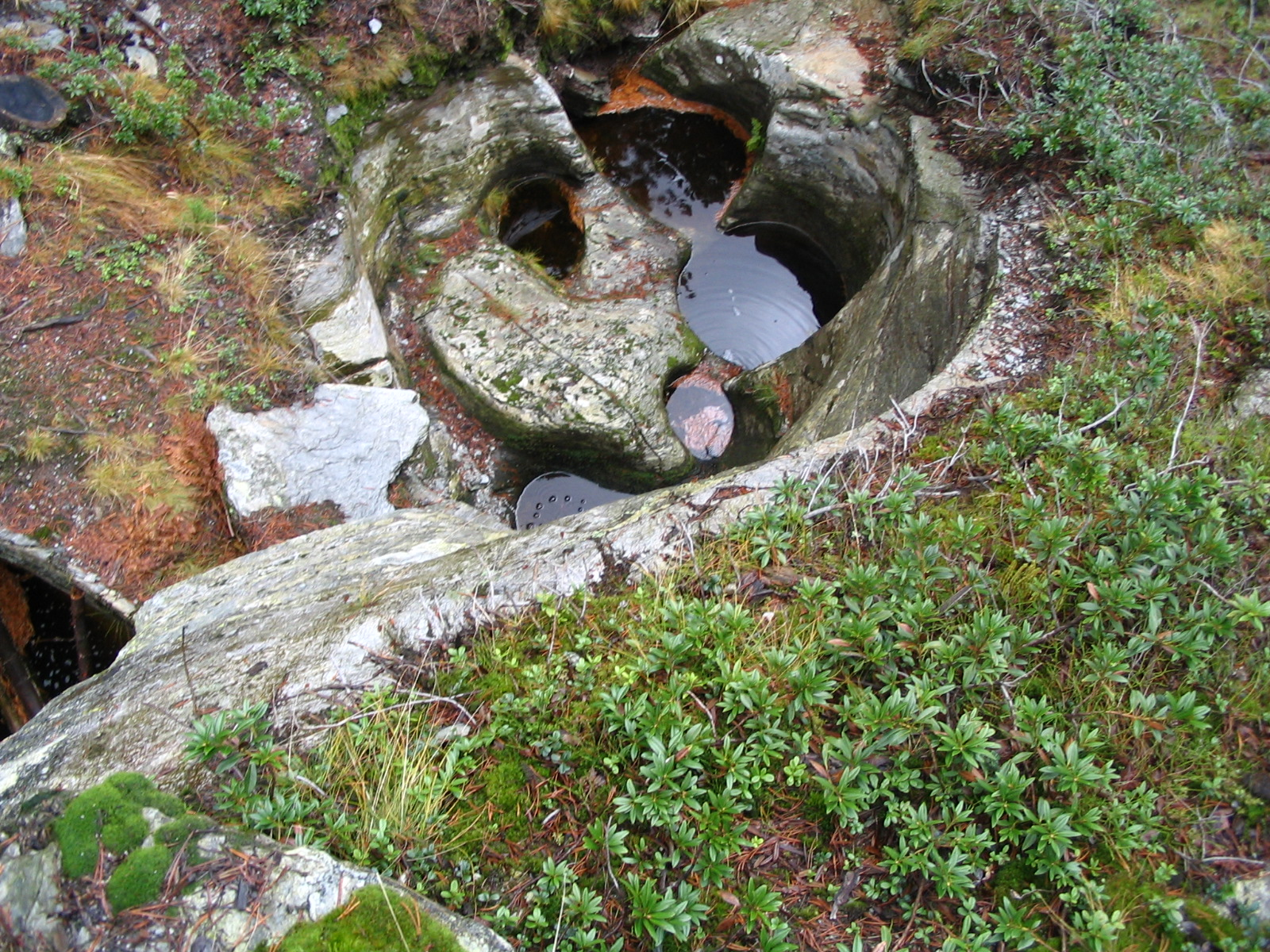
Le marmitte dei giganti vicino a Maloja

L'area offre possibilità di escursionismo e alpinismo all'interno di una riserva naturale dove è possibile ammirare le tracce del ritiro dei ghiacciai, soprattutto le Marmitte dei giganti, depressioni glaciali, che sono le più numerose in Europa; in estate il lago di Sils offre possibilità di fare vela o surf.
In inverno Maloja diventa una stazione sciistica dalla quale si irradiano numerose piste da sci di fondo e diventa punto di partenza della Engadin Skimarathon che attraversa anche il lago gelato di Sils; lo skilift di Piz Aela, che si situa a 2 000 m s.l.m., consente la pratica dello sci alpino e dello snowboard.